# Paupisi
Paupisi är en ort och kommun i provinsen Benevento i regionen Kampanien i Italien. Kommunen hade 1 633 invånare (2017).